# Apogeshna
Apogeshna là một chi bướm đêm thuộc họ Crambidae.

## Các loài
- Apogeshna infirmalis (Möschler, 1886)
- Apogeshna stenialis (Guenée, 1854)